# 板桥家书
《板桥家书》清扬州八怪之一郑燮作。郑燮（1693－1765年），字克柔，号板桥。乾隆十四年（1749年），获乾隆帝封为书画史后一年，郑板桥整理往日家书刻印成《板桥家书》。
《板桥家书》包括：
- 自序：十六通家书小引
- 寄舍弟墨6封
- 范县署中寄舍弟墨5封
- 潍县署中寄舍弟墨5封

《板桥家书》有林语堂汉英对照本。